# Boris Czaplin
Boris Nikołajewicz Czaplin (ros. Бори́с Никола́евич Ча́плин, ur. 8 września 1931 w Moskwie, zm. 3 kwietnia 2015) – radziecki i rosyjski dyplomata i działacz partyjny.
1955 ukończył Moskiewski Instytut Górniczy, kandydat nauk technicznych, 1957–1965 prowadził działalność naukową. Od 1961 członek KPZR, od 1965 funkcjonariusz partyjny, 1968–1974 I sekretarz rejonowego komitetu KPZR w Moskwie. Od 11 października 1974 do 21 lipca 1986 ambasador nadzwyczajny i pełnomocny ZSRR w Wietnamie, 1986–1991 wiceminister spraw zagranicznych ZSRR, 1992–1997 konsul generalny ZSRR w Szanghaju (Chiny). 1976–1990 zastępca członka KC KPZR. Laureat Nagrody Państwowej ZSRR (1967). Odznaczony trzema orderami, a także medalami. Pochowany na Cmentarzu Nowodziewiczym w Moskwie.